# Tremoctopus violaceus
Bạch tuộc chăn thông thường (Tremoctopus violaceus) là một con bạch tuộc lớn của họ Tremoctopodidae được tìm thấy trên toàn thế giới trong vùng biển vùng mặt biển khơi của biển ấm. Mức độ dị hình giới tính ở loài này rất cao, với con cái dài tới hai mét, trong khi con đực, mẫu vật sống đầu tiên được nhìn thấy từ Rạn san hô Great Barrier vào năm 2002, dài khoảng 2,4 cm. Trọng lượng riêng của con đực và con cái khác nhau theo hệ số khoảng 10.000.
Con đực và con cái nhỏ dưới 7 cm đã được báo cáo mang theo chúng những xúc tu của Physalia physalis, với chất độc mà chúng được miễn dịch. Đó là suy đoán rằng những xúc tu phục vụ như là một cơ chế phòng thủ và có thể là một phương pháp bắt con mồi. Cơ chế này không còn hữu ích ở kích thước lớn hơn, đó có thể là lý do tại sao con đực của loài này quá nhỏ. Lưới giữa cánh tay của bạch tuộc cái trưởng thành cũng là một biện pháp phòng thủ, làm cho con vật trông lớn hơn, và dễ dàng bị tách ra nếu bị một động vật ăn thịt cắn vào.

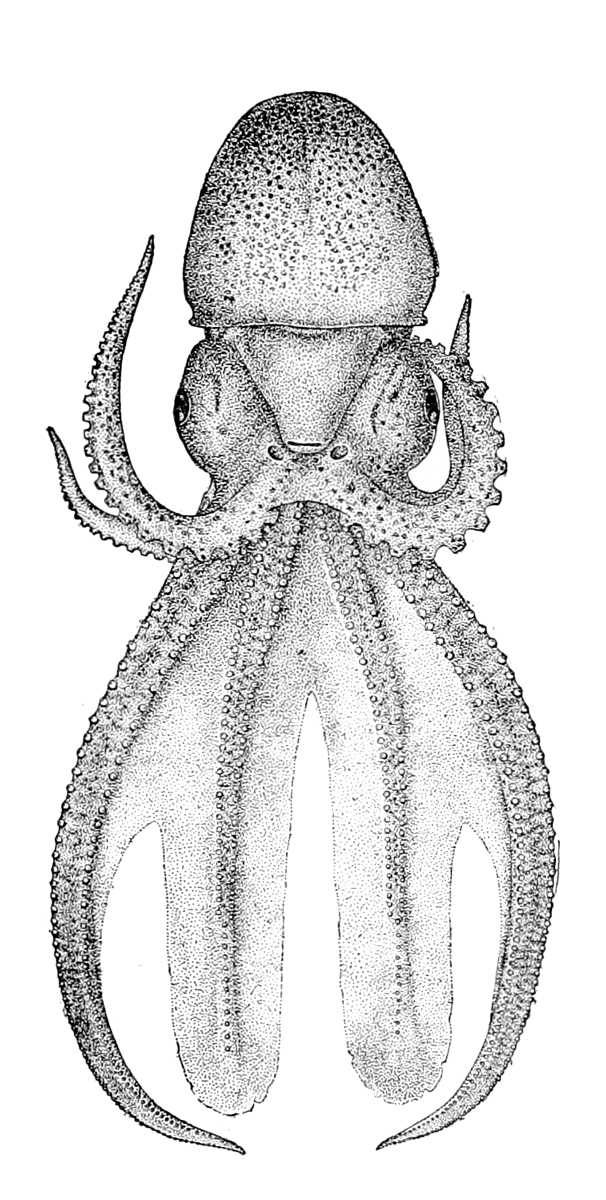
Nhìn dưới bụng con cái lớn
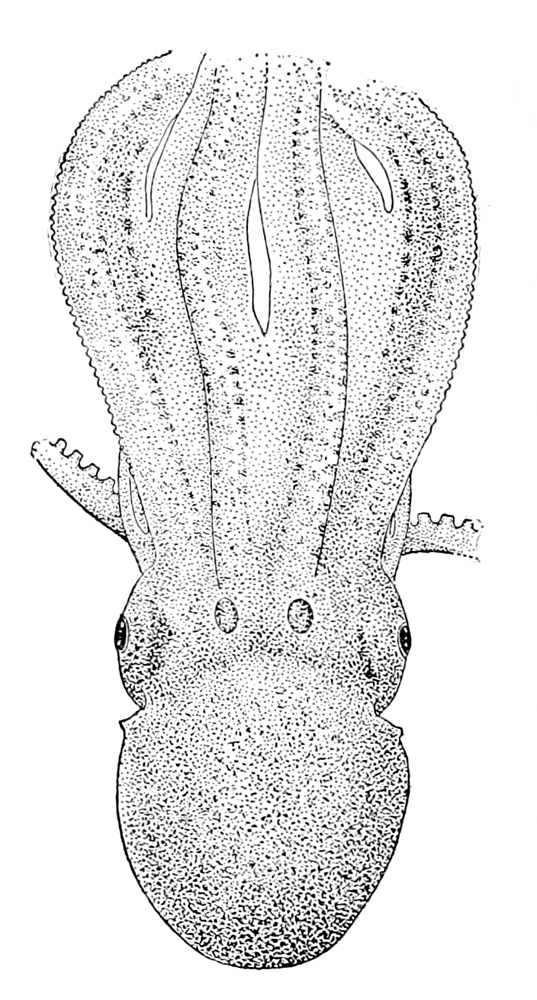
Nhìn trên lưng con cái lớn